# Кларк, Гарри
Генри Патрик «Гарри» Кларк (англ. Henry Patrick "Harry" Clarke; 1889—1931) — ирландский художник, книжный иллюстратор и автор витражей, одна из основных фигур ирландского Arts and Crafts Movement. Тесно связан с художественной жизнью Лондона.
Гарри и его старший брат Уолтер получили начальное художественное образование под руководством отца, Джошуа Кларка (1858—1921), владевшего витражной мастерской «Clarke Studio». Гарри Кларк жил, обучался и работал в Дублине, совершая частые поездки по делам семейной мастерской в Лондон. К 1920-м годам он стал самостоятельным авторитетным витражистом. Также художник был увлечен графикой и литературой, что привело к созданию им нескольких крупных серий иллюстраций. Основным издателем Гарри был Джордж Харрап.
В число иллюстрированных им авторов входят Ханс Кристиан Андерсен, Эдгар Аллан По, Шарль Перро, Гёте («Фауст»), и проч. Стиль его ранней графики напоминает работы Бердслея, японскую графику катагами.
Гарри Кларк умер от наследственного туберкулеза 6 января 1931 года по пути из швейцарского санатория в Ирландию. В 2019 году в его честь назвали мост в Ирландии.

## Семья
Отец Гарри Кларка, Джошуа Кларк (Joshua Clarke), переехал в 1877 году в Ирландию из Лидса. Первоначально работал в сфере церковного обеспечения, но уже в 1886 г. открыл собственное дело как церковный декоратор. Джошуа женился на Бриджет Макгонигэл (Bridget MacGonigal) из семьи компании Cliffoney, Co. Sligo. С 1887 г. семья арендовала дом 33 на North Frederick Street, в дальнейшем приобрели также загородный дом на берегу моря в Брейе. В семье было четверо детей: Кэтлин, Флорэнс, Уолтер и Гарри. Бриджет была больна туберкулезом, что передалось сыновьям. Гарри приходилось отменять командировки и останавливать жесткий рабочий график из-за проблем со здоровьем, а также перенести несколько операций.
11 августа 1903 г. Бриджет Кларк умерла. Гарри тяжело переживал эту потерю.
С 1909 г. Гарри часто проводил летние каникулы на Аранских островах с друзьями, Маргарет и братом Уолтером. Творческая богема собиралась неподалёку от Дублина в прибрежном коттедже Killiney мецената искусства Лоуренса Валдрона (Lourence Ambrose Waldrone). Среди друзей Гарри Кларка этого периода были Элли Дункан, Леннокс Робинсон, Джон Доран, Остин Моллой, Морган Коннели, Томас Бодкин (главный арт-критик Гарри).
В 1914 г. Гарри Кларк женился на сокурснице художнице Маргарет Крилли. Уолтер женился на её сестре. 31 марта 1920 года родился первый сын Гарри и Маргарет — Майкл. 25 августа 1920 родился второй сын — Дэвид.
13 сентября 1921 г. в возрасте 63-х лет скончался Джошуа Кларк. Работа в витражной мастерской легла на Уолтера и Гарри.

## Художественное образование
С юных лет братья Гарри и Уолтер Кларки обучались и подрабатывали в семейной витражной мастерской.
Начальное художественное образование Гарри Кларк получил в Модельной школе на Marlborough Street, затем в Бельведер Колледже до 1903 г. Основам техники работы с витражами Гарри обучался у художника William Nagle в мастерской отца. В 1905 г. Гарри был отправлен на обучение в Королевский колледж искусств в Лондон, однако не смог там устроиться и вернулся в Дублин. С 1906 г. Гарри посещал вечерние курсы витража Альфреда Чайлда в Метрополитен Школе Искусства. Вскоре Гарри получил стипендию на полное обучение в этом учебном заведении, которое продолжалось до 1913 года.
В 1914 г. Гарри Кларк осуществил поездку в Париж на выигранный грант для ознакомления с витражами.
Ежегодно участвовал и побеждал в национальных художественных конкурсах Англии и Ирландии.
Примерно с 1918 г. Гарри начал тесно сотрудничать с Art and Crafts Society of Ireland, занимал некоторые должности и участвовал в культурных проектах.

## Творчество
Гарри начал самостоятельно выполнять заказы на витражи с 1918 г., при этом продолжая помогать отцу в семейной мастерской. Заказы на витражи чаще были двух категорий — церковные на религиозные сюжеты и мемориальные для установки в церквях. Небольшие стеклянные декоративно-прикладные панно для домов Гарри создавал по заказам друзей.
В графике Гарри Кларк всегда использовал карандаш и тушь, часть рисунков раскрашивал акварелью. Графика Гарри Кларка изобилует влияниями ар нуво , Обри Бердслея и японскими мотивами (последние особенно ярко видны в иллюстрациях к «The Year`s at the Spring»). Однако уже один из первых крупных иллюстративных проектов Tales of Mystery and Imagination by Edgar Allan Poe (1919 г.) является образцом яркой самобытности творчества художника.

## Избранные произведения
- Витражи Королевы на стихи Джона М. Синга.
- Сказки Андерсена («Fairy Tales by Hans Christian Andersen») Лондон, 1916
- Сборник рассказов По (Tales of Mystery and Imagination by Edgar Allan Poe) Лондон, 1919
- Сборник поэзии «The Year`s at the Spring, An Antology of Recent Poetry» Лондон, 1920
- Сказки Шарля Перро Лондон, 1922
- «Фауст» Гёте Лондон, 1925

Часть графических листов проекта по иллюстрированию «The Rime of the Ancient Mariner» Колериджа погибла во время восстания в Дублине в 1916 году.